# Rayonnement non ionisant

Gamme du rayonnement électromagnétique ; Le rayonnement non ionisant est la partie du spectre située sous le trait bleu, à gauche du graphique.
,
,Remarque : en réalité la zone de transition entre ces deux types de rayonnements (entre le trait bleu et le trait jaune) n'est pas une limite franche, car différentes molécules et atomes s'ionisent à des énergies différentes.

Symbole d'avertissement des rayonnements non ionisants.

Un rayonnement non ionisant est un rayonnement dont l'énergie électromagnétique transportée par chaque quantum est insuffisante pour ioniser des atomes ou des molécules (c'est-à-dire pour arracher complètement un électron d'un atome ou d'une molécule). Ce sont les rayonnements du proche ultraviolet, la lumière visible, l'infrarouge, les micro-ondes et les ondes radio,.
La région précise du spectre où le rayonnement devient considéré comme "ionisant" n'est pas nettement définie, car différentes molécules et atomes s'ionisent à des énergies différentes (ainsi, parmi les rayonnements cités comme non ionisants, les plus énergétiques, proche ultraviolet notamment, peuvent parfois ioniser quelques molécules)[réf. nécessaire]. Les définitions usuelles suggèrent que le rayonnement dont les énergies de particules ou de photons sont inférieures à 10 électronvolts (eV) soit considéré comme non ionisant. Un autre seuil suggéré est de 33 électronvolts (énergie nécessaire pour ioniser les molécules d'eau)[réf. nécessaire].
Le rayonnement solaire arrivant à la surface de la terre est essentiellement composée de rayonnements non ionisants car largement filtré par le champ magnétique terrestre et par l'atmosphère terrestre (en particulier par l'oxygène et la couche d'ozone). Il reste néanmoins un rayonnement ultraviolet capable d'induire d'importantes réactions photochimiques dans l'air, et de provoquer des dommages moléculaires (du coup de soleil au mélanome), en générant des radicaux libres[réf. nécessaire].

## Spécificités
Une partie de ce rayonnement a assez d'énergie pour exciter des électrons, provoquant alors le passage d'un électron sur un niveau d'énergie plus élevé, permettant l'effet photovoltaïque.
Une partie de ces mêmes rayonnements (non ionisants) a des effets biologiques (et écologiques) majeurs (ils sont à la base de la vie photosynthétique et du rythme nycthéméral).
Hors du spectre visible, une part de ce rayonnement peut avoir des effets biologiques néfastes, très variables selon la puissance du champ, la longueur d'onde et d'autres facteurs,, tels que l'âge de la personne exposée. Un risque accru de fausses couches et de maladie d'Alzheimer (sans explications trouvées au niveau de la biologie cellulaire par deux chercheurs grecs en 2002)  sont aussi évoqués. Une susceptibilité génétique est plausible, de même qu'associée au genre (les conclusions de 10 ans d'études du Programme national de toxicologie (NTP) des États-Unis (publiées 1er novembre 2018, après qu'un rapport intermédiaire ait été présenté en 2017 à l'ICNIRP), conclue à des « preuves claires » que l'exposition aux rayonnements RF de type 2G et 3G peut induire le cancer ; cette étude a été commandée par la FDA en 1999 et revue par des pairs. Ayant coûté plus de 25 millions de dollars, elle est bâtie sur le modèle animal : rats et souris,) est la plus grande de ce type jamais faite sur le sujet. Mais elle n'est ni la première, ni la seule à aboutir à cette conclusion. Elle montre que les cellules exposées risquent plus de devenir cancéreuses chez le rat mâle que chez la femelle (ou les souris). Elle confirme clairement d'autres études (dont l'étude Interphone) et les cancers observés sont des mêmes types que ceux rapportés chez l'Homme dans les études épidémiologiques sur les téléphones portables : gliomes et tumeurs des cellules de Schwann ou schwannomes (dits neurinomes de l'acoustique quand elles concernent le nerf de l'oreille interne). Une étude de l'Institut Ramazzini sur les rats exposés à des CEM à très basse fréquence (50 Hz) aussi trouvé une augmentation significative du schwannome malin du cœur, une tumeur normalement rarissime. Peu après la publication américaine, Maria Feychting (vice-présidente de l’ICNIRP) a discrédité cette étude devant l'Académie royale des sciences de Suède (celle qui décerne les prix Nobel de physique et de chimie) en accusant l'étude de présenter des défauts méthodologiques ; selon elle les pathologistes savaient quels échantillons provenaient des animaux exposés et lesquels provenaient des témoins, ce qui les exposaient à des biais. Mais John Bucher, directeur de l'étude, notamment interrogé par Microwave News a montré que c'est Maria Feychting qui a mal lu l'étude : « Tous les examens du PWG [groupe de travail sur la pathologie] ont été faits en aveugle par rapport au groupe de traitement ».
Il y a un consensus sur le fait que dans les fréquences élevée (incluant une grande partie du spectre UV et une petite partie de la lumière visible) le rayonnement électromagnétique est ionisant et peut induire des dommages biologiques d'autant plus graves que la fréquence est élevée (en cassant l'ADN notamment).
Pour ce qui concerne l'autre partie du spectre (partie gauche du schéma ci-contre), et notamment pour certaines radiofréquences, depuis quelques décennies un nombre croissant d'études observent d'une part des effets thermiques (micro-ondes), non discutés, mais aussi fait envisager l'existence d'autres effets « non thermiques », effets dont la fréquence et l'importance sont encore très discutées voire contestées, notamment dans le cadre du déploiement de la 5G qui suscite un débat scientifique, politique et industriel source de controverse. Ce débat porte notamment sur le degré et la nature des risques posés par les effets non thermiques de rayonnements des basses-fréquences (micro-ondes, ondes millimétriques et autres radiofréquences, dont celles utilisées par la 5G). Sur la base d'études différentes, le Centre international de recherche sur le cancer de l'OMS a classé en 2011 certains de ces rayonnements comme « peut-être cancérigènes » pour l'homme, mais l'ICNIRP, essentiellement sur la base d'études des effets thermiques, estime encore en 2020 que le risque de cancer est inexistant. Le rapport annuel de 2019 fait pour l'Autorité suédoise de sûreté radiologique par un panel de 9 experts (dont deux membres de l’ICNIRP : Eric Van Rongen et Martin Röösli, le premier étant président de l'ICNIRP) devant faire le point sur la connaissance scientifique publiée « d'avril 2018 à décembre 2018 inclus » ; a omis de citer l'étude du NTP, la plus grande, longue et coûteuse jamais faite, aux conclusions claires et dont un rendu intermédiaire avait pourtant été présenté à l'ICNIRP.
À la fin de cette année 2019, dans le cadre du traitement d'une plainte relative au rayonnement des téléphones portables, la Cour d'appel de Turin a rejeté l'opinion des membres de l'ICNIRP comme étant biaisée, au motif que certains membres de l'ICNIRP étaient directement ou indirectement financés par l'Industrie.

## Évolution récente du degré d'exposition aux rayonnements non ionisants
Ces changements dépendent considérablement du type de rayonnement pris en compte, et du lieu et mode de vie de chacun.
Ainsi, pour une grande partie des pays en développement, l'exposition individuelle au spectre visible n'a pas ou peu changé. Dans les dits développés et riches, l'exposition à la lumière extérieure a fortement diminué, alors que l'exposition à l'éclairage artificiel a considérablement augmenté.
Alors qu'en quelques années, les rayonnements non ionisants du Wi-Fi et de la téléphonie sans-fil sont devenus omniprésents, dont dans les écoles et universités, hôtels, restaurants, cafés, avions commerciaux, trains, gares et aérogares, entreprises, cybercafés, sites de jeux en réseau... ainsi que dans des centaines de millions de foyers dans le monde, équipés de bornes wi-fi, c'est dans le domaine des champs électromagnétiques induits par la fabrication, le transport et l'utilisation de l'électricité, et plus encore des radiofréquences (surtout depuis le déploiement des réseaux de communication sans fil) que les changements les plus importants sont constatés : le Pr Olle Johansson (Département des neurosciences à l'Institut Karolinska en Suède) ou le biologiste Andrew Goldsworthy décrivent ainsi ce changement très récent : « Si je vous demande combien de radiations pénètrent votre corps aujourd'hui, par rapport à il y a 10 ans ? la réponse est un quintillion de fois plus (c'est un 1 avec 18 zéros) »,. En 2003, Swiss-Com AG estimait que l'apogée de l'exposition aux RF était loin d'être atteinte, et que « de plus en plus d’applications nécessitent des bandes de fréquences supplémentaires, généralement plus énergétiques, afin de pouvoir répondre aux besoins croissants en matière de vitesse de transmission ». Le déploiement de la 5G devrait considérablement augmenter cette exposition, et à de nouvelles fréquences.
L'existence et la gravité d'effets cumulatifs et irréversibles sont donc des questions posées et très étudiées par la science depuis quelques années, y compris pour les CEM de faible intensité (type Wi-fi).

## Risques pour la santé
L'exposition aux rayonnements non ionisants dans la vie quotidienne, ou dans le champ médical pose bien moins de problèmes que les rayonnements ionisants. Certains effets sont détectés, variant selon l'intensité du courant, de la force du champ magnétique et de la durée d'exposition ; l'un des effets les mieux connus du public est thermique (valorisé dans les fours à micro-ondes) ; le chauffage du corps aux abords de l'antenne d'un téléphone cellulaire est perceptible et peut être visualisé en imagerie du cerveau.
Avec le développement presque omniprésent des usages de l'électricité, l'Homme est de plus en plus exposé à des champs magnétiques artificiels de très basse fréquence (1 à 300 Hz, générés par des appareils électriques communs), et à d'extrêmement basse fréquence (< 30 Hz, dits « ELF-MF », principalement générés par les réseaux électriques de type ligne à haute tension). Les effets biologiques de ces champs sont étudiés depuis quelques décennies, notamment en biologie moléculaire.
L'Homme est aussi de plus en plus exposés (par les appareils électriques) à des champs électromagnétiques de 50 (Europe) ou 60 Hz (Amérique du Nord), qui ont donc fait l’objet d'études, notamment à propos de troubles dits d'hyperélectrosensibilité (maux de tête, insomnies...). Les études antérieures sur les effets de l'exposition aux champs magnétiques à très basse fréquence (ELF-MF) sur les enfants s'étaient surtout concentrées sur le risque de leucémie infantile et de cancers du système nerveux central, et pour des raisons éthiques on ne fera pas d'études de provocation sur des enfants. Une étude de provocation en double aveugle a recherché d'éventuelles réactions physiologiques (sur la fréquence cardiaque ; la fréquence respiratoire ; la variabilité de la fréquence cardiaque) chez 30 adolescents et 30 adultes volontaires à une brève exposition (32 minutes) à un champ magnétique ELF (60 Hz 12,5 μT), sans en trouver ; de même pour huit symptômes subjectifs et la perception du champ.
Des études de ce type faites pour 32 minutes d'exposition à un téléphone mobile (par exemple, 24 dBm à 1950 MHz avec un débit d'absorption spécifique de 1.57 W/kg) ne trouvent pas de différence entre des personnes se disant électrosensibles et un groupe témoin,,,. Ces études ne portent souvent que sur un petit nombre de sujets estimant être électrosensibles (quelques dizaines) et sur une trentaine de minutes d'exposition, mais elles sont concordantes. D'éventuels effets (dermatologiques parfois) d'expositions plus longues ou chroniques sont par contre encore discutés. Les études de provocation présentent un biais majeur : elles confondent électrosensitivité (aptitude à consciemment détecter les rayonnements électromagnétiques) et électrosensibilité (vulnérabilité aux effets de ces rayonnements).
Certaines études évoquent des maladies à médiation ELF-EMF ; et des travaux expérimentaux et épidémiologiques récents concluent pour certains types de champs et/ou certains contextes d'exposition, à des effets neurologiques, cardiovasculaires, ainsi qu'en termes de génomique (instabilité génomique), de cancer et de troubles de la reproduction. Des effets indirects de perturbation hormonale sont aussi soupçonnés, qui pourraient être médiés par un effet sur la mélatonine et le cortisol (mis en évidence depuis le début des années 2000), chez le rat exposé à un champ de 50/60 Hz comme chez l'homme. Certains de ces effet négatifs sont détournés pour être utilisés en médecine (thérapie ELF-EMF). En 1998 en se basant sur une analyse de la littérature, l'Institut national américain des sciences de la santé environnementale a proposé de classer les ELF-EMF « cancérogène humain possible » (groupe 2B), de même en 2002, pour le Centre international de recherche sur le cancer. Les deux principaux tests de génotoxicité (test des micronoyaux et test des comètes) in vitro montrent que les ELF-MF (50 Hz, 5 mT) ont des capacités respectivement génotoxiques et co-génotoxiques[pas clair] (les ELF-MF pourraient donc synergiquement agir avec l'activité génotoxique de xénobiotiques, ce qui a des implications sanitaires, car l'humain et de nombreux animaux, d'élevage notamment, sont susceptibles d'être coexposés à divers agents génotoxiques et, parfois de façon chronique, à cet agent électromagnétique.

### Cas particulier des champs pulsés et/ou polarisés
On sait depuis les milieu des années 1960 que même à faible intensité, des champs magnétiques artificiels « pulsés » (tous les systèmes de communication sans fil, Wi-Fi y compris, sont des systèmes pulsés) produisent des effets biologiques différents et plus importants que les CEM non pulsés (aussi dits « ondes continues ») à fréquence et intensité moyenne comparables,,,,,,,,,. Quelques scientifiques ont estimé que ce caractère pulsé rendait la communication sans-fil plus dangereuse, et que les enfants peuvent être cumulativement exposés à des doses dépassant les seuils recommandés,. selon Panagopoulos et al. (2015) plus ces champs électromagnétiques sont pulsés, plus ils seront biologiquement dommageables.
Les champs magnétiques artificiels sont en outre également polarisés, ce qui leur confèrent aussi des effets biophysiologiques plus importants, et selon certains chercheurs des effets dangereux,,. Les CEM polarisés induisent en effet des forces beaucoup plus importantes sur des groupes chimiques chargés électriquement que s'il s'agissait de CEM non polarisés.
Plusieurs études ont aussi noté qu'il existe des « fenêtres d'exposition » où « des plages d'intensité spécifiques produisent des effets biologiques maximaux »,.
Par exemple selon une étude suisse récente (2020), des marqueurs biologiques observés au niveau cellulaire, ne montrent pas de modifications en termes d'apoptose chez les cellules SH-SY5Y (lignée cellulaire humaine cultivée, dérivée d'un neuroblastome) ni chez les cellules microgliales exposées. Mais des marqueurs biologiques montrent que l'exposition du corps humain, même à court terme (24 h) et à des niveaux de DAS ne dépassant pas les seuils de sécurité de l'ICNIRP pour des RF-EMF de 935 MHz, à 4 W/kg, peut provoquer une autophagie. De plus, pour des DAS ne dépassant pas les normes, un stress oxydatif « avec un effet dépendant du type de cellule et de la durée d'exposition » a aussi été observé, ainsi qu'une augmentation transitoire du glutathion (mais pas du peroxyde d'hydrogène ni de la cytochrome c oxydase) dans les cellules SH-SY5Y.
L'un des principaux acteurs suisses des télécommunications (Swisscom AG, alors « premier fournisseur intégré de services de télécommunications en Suisse ») a admis que les rayonnements émis par un équipement wi-fi standard causent « de graves dommages aux êtres humains », dans le cadre d'un dépôt de brevet déposé le 2 septembre 2004 pour un dispositif qui « réduirait l'électrosmog dans les réseaux locaux sans fil », précisant que « l’influence de l’électrosmog sur le corps humain est un problème connu (...) Le risque d'atteinte à la santé par l'électrosmog a également été mieux compris grâce à des études plus récentes et améliorées. Lorsque des cellules sanguines humaines sont irradiées par des champs électromagnétiques (de téléphones cellulaires), des dommages évidents au matériel héréditaire ont été mis en évidence et il y a eu des signes d'un risque accru de cancer ». Cette étude parue en février 2003 (alors que l'étude Interphone de l'OMS était en cours) dans la revue Bioelectromagnetics montre que l'irradiation durant 72 heures de ces lymphocytes à des champs électromagnétiques continus de 830 MHz, à différents taux d'absorption spécifique moyens (DAS de 1,6 à 8,8 W/kg) a induit une instabilité chromosomique (aneuploïdie) dépendante du DAS. L'effet génotoxique a été localisé dans la région du chromosome 17. Il est considéré comme susceptible de conduire à un cancer. Et il suggère des altérations épigénétiques. Swisscom AG précise que des expériences de contrôle (sans rayonnement radiofréquence, mais à des températures de 34,5 à 38,5 °C) ont montré que ces altérations génétiques ou épigénétiques avaient sûrement une origine non thermique.
Les appareils à soudure par points exposent les soudeurs qui les utilisent à un champ électromagnétique particulier. Ces soudeurs ont un taux d'antioxydant globaux du flux sanguin qui ne diminue pas globalement, mais - à l'intérieur de leurs globules rouges - cette exposition fait significativement chuter les activités de deux enzymes importantes : la superoxyde dismutase (SOD), qui chute de -22 %, or c'est une composante essentielle du mécanisme d'élimination des radicaux libres. La glutathion peroxydase (GPX) chute, elle, de -12,3 %. De plus, une corrélation significative est démontrée entre l'intensité du champ magnétique et les activités SOD/GPX ; plus le champ est élevé, moins ces enzymes fonctionnent. Ce type d'ELF-MF pourrait donc dégrader l'activité antioxydante interne des globules rouges, et agir comme un stress oxydant (même aux niveaux d'exposition recommandés, précisaient les auteurs de l'étude en 2009).
Ces études scientifiques concluent donc qu'il existe un phénomène de relation dose-effet, mais généralement ni linéaire ni monotone. Cela ne facilite pas l'établissement de normes, d'autant que « les groupes liés à l'industrie supposent souvent une courbe dose-réponse linéaire et donc monotone ».

### Cas particulier (émergeant) des champs magnétiques extrêmement intenses
Ce facteur de risque est encore géographiquement très localisé. Mais il émerge depuis quelques décennies pour certains personnels (scientifiques, techniciens) civils ou militaires.
En cas d'exposition à un champ magnétique extrêmement intense (tel que généré par les gyrotrons, les accélérateurs de particules, les dispositifs de fusion par confinement magnétique (tokamaks, stellarators, etc.), on n'observe pas (à ce jour) d'effet destructeur direct ou important sur les cellules humaines ou animales situées à proximité ; ce type de champ ne tue pas la cellule, ni ne semble endommager son enveloppe, mais il peut induire des transformations morphologiques et physiologiques, pour des raisons encore mal comprises, et avec des effets biologiques encore discutés : un champ magnétique ultra-intense peut modifier la structure de bande électronique de la matière, ainsi que les interactions entre électrons, atomes et molécules, induisant un état modifié de la matière et des changements de propriétés affectant l'état des cellules (ce qui pourrait indirectement affecter la santé). Ainsi Zhang et al. ont montré en 2017 qu'un champ magnétique de 27 teslas peut modifier l'orientation et la morphologie des fuseaux mitotiques dans une cellule humaine en train de se diviser. En 2013, Qian et al. avaient quant à eux observé des changements morphologiques significatifs dans les ostéoblastes, et ce, sous un large gradient de champ magnétique intense. Dans ce type de cadre de travail, la législation impose l'apposition d'étiquettes de danger (attention champ magnétique intense, pas de stimulateurs cardiaques, pas d'implants magnétiques, pas de neurostimulateurs, pas d'objets métalliques en vrac, des blessures graves peuvent en résulter) mais ces logos et messages ne disent pas que ce type de champs magnétiques pourrait aussi nuire aux humains "en bonne santé". Les personnels scientifiques et techniques y sont exposés sans aucune protection. Au vu de leurs observations, des chercheurs appellent au renforcement de la recherche sur les effets biologiques et sanitaires des champs magnétiques intenses, et à la formulation de bonnes pratiques limitant les risques pour la santé.

### Caractères cumulatifs et irréversibles de certains effets biologiques?
Des données scientifiques, parfois anciennes (années 1970) plaident pour l'existence d'effets cumulatifs. Par exemple :
- En 1981, selon J.K. Raines de la NASA, trois des études d'exposition professionnelle avaient déjà montré que les effets augmentaient considérablement avec le temps d'exposition, pour un type et à une intensité particuliers de CEM[50].
- En 1973, en Russie, Tolgskaya et Gordon ont étudié (chez l'animal) les impacts cérébraux de CEMs[51]. Alors que des expositions de 1 à 2 mois n'induisaient que des changements discrets et réversibles dans la structure du cerveau et des neurones, au delà de deux mois, les effets sur le cerveau et la structure neuronale apparaissaient irréversibles[51],[52],[18].
- En 1997, Magras et Xenos ont étudié, in vivo des couples de jeunes souris disposées dans des cages de manière que chacune soit exposée différemment à un groupe d'antennes, avec des densités de puissance de radiofréquence comprises entre 168 nW/cm2 et 1053 nW/cm2 ; sans jamais donc dépasser les seuils des lignes directrices de sécurité[53]. Chaque couple a pu se reproduire cinq fois de suite (produisent un total de 118 souriceaux). Les femelles ont aussi été exposées durant leurs 30 jours de gestations[53]. Résultat : celles qui ont été exposées au niveau de radiofréquence le plus élevé, ont produit des portées anormalement petites, puis une seconde portée avec un nombre réduit de descendants ; puis elles se sont montrées stériles ou dotées d'une fertilité extrêmement faible[53]. Alors que les couples les moins exposés ont produit quatre portées, avec un nombre décroissant de descendants au fil du temps, suivi d'une stérilité complète (remarque : dans chacun de ces deux groupes, l'accouplement et l'éventuelle gestation ultérieure pour la cinquième portée possible ont été effectués dans des conditions sans exposition aux CEM ; et les effets sur la fertilité n'ont pas cessé, ce qui laisse supposer que l'effet est irréversible[53] (comme concernant les effets des CEM sur le cerveau dans l'étude de 1973). La perte de fécondité semblait induite par une mauvaise fécondation, car quand la fécondation réussissait « le développement prénatal des nouveau-nés, évalué par la longueur couronne-croupe, le poids corporel et le nombre de vertèbres lombaires, sacrées et coccygiennes » était globalement amélioré.
- En 2013, Özorak el al (2013) ont conclu d'une autre étude que l'exposition au Wi-Fi impactait la reproduction animale[54],
- et la même année Atasoy et al. arrivaient à des conclusions similaires en étudiant les effets du Wi-Fi sur la structure des testicules et la production de sperme[55], confirmant des travaux antérieurs d'Oni et al. (2011)[56] d'Avendaño et al. (2012)[57]. Plus tard, en 2015 Shokri et al.[58] et Dasdag et al.[59], Yildiring et al. en 2015[60] puis Akdag et al. en 2016[61].

Ce caractère cumulatif et irréversible pourrait être expliqué par une accumulation de petites mutations induites par des cassures mal réparées de l'ADN cellulaire.
Si le modèle animal est transférable à l'homme, ces expériences laissent craindre qu'une exposition chronique et suffisante au Wi-Fi ou à d'autres CEM pulsés (téléphonie portable) pourraient après un certain temps induire 1) des lésions cérébrales sources de possibles effets neuropsychiatriques complètement ou en grande partie irréversibles, et 2) (avec d'autres facteurs) une diminution de la fertilité masculine (délétion de la spermatogenèse).
Enfin, par rapport à la durée moyenne d'une vie humaine et par rapport au temps moyen d'apparition d'un cancer (plusieurs décennies), les études Wi-Fi déjà existantes ont porté sur de très courtes expositions. Elles pourraient donc selon Martin L. Pall (2018), « avoir considérablement sous-estimé les dommages que le Wi-Fi peut causer sur des périodes beaucoup plus longues ». Et il est aussi à craindre que les « fausses assurances de sécurité affirmées par l'industrie sont susceptibles d'entraîner des effets beaucoup plus graves sur les personnes exposées au Wi-Fi ou à d'autres CEM ; plutôt que de les amener à se protéger eux-mêmes ou à protéger leurs enfants en évitant les expositions ou en exigeant que les autres arrêtent les expositions non volontaires, ils sont susceptibles d'éviter les changements de précaution ou d'être empêchés de faire de tels changements protecteurs », d'autant que « ces effets peuvent être parmi les plus difficiles à attribuer à l'exposition aux CEM. Nous sommes beaucoup plus conscients des effets qui se produisent rapidement que de ceux qui prennent des mois ou des années avant qu'ils ne deviennent immédiatement apparents ».

## Risques pour l'environnement
De nombreuses études ont utilisé le modèle animal, impliquant que dans la nature de nombreuses espèces puissent être concernées.
En 2011, le gouvernement indien a estimé que les effets néfastes des rayonnements électromagnétiques des téléphones portables et des tours de communication sur la santé des êtres humains ainsi que sur la faune (oiseaux et abeilles notamment) sont aujourd'hui bien documentés justifiant que le pays renforce ses limites d'exposition.

## Classification
En termes d'effets biologiques potentiels, les rayonnements non ionisants peuvent être divisés en :
1. radiations de la gamme optique et de l'infrarouge, pouvant exciter des électrons ;
2. radiations dont la longueur d'onde est plus petite que le corps, pouvant induire un chauffage du corps par courants induits (micro-ondes et rayonnements électromagnétiques de haute fréquence) ;
3. radiations dont la longueur d'onde est bien plus grandes que le corps humain, causant moins souvent un chauffage via courants induits[3].

 (7 décembre 2016).
| [ 5 ]           | Exemple de source | Longueur d'onde | Fréquence         | Effet biologique |
| --------------- | --- | --------------- | ----------------- | --- |
| Ultraviolet C   | Irradiation des aliments | 100 - 280 nm    |                   | Érythème, pigmentation de la peau, photokératite                                                                                    |
| Ultraviolet B   | Solarium | 280 - 315 nm    |                   | photokératite, érythème, pigmentation de la peau, cancer de la peau, réactions photosensitives de la peau, production de vitamine D |
| Ultraviolet A   | lumière noire, lumière du soleil                                                                                               | 315 - 400 nm    |                   | Cataracte photochimique, érythème, pigmentation de la peau                                                                          |
| Spectre visible | Lasers, lumière du soleil | 400 - 780 nm    |                   | Vieillissement de la peau, cancer de la peau, lésions rétiniennes photochimiques et thermiques.                                     |
| Infrarouge A    | Lasers, télécommandes | 780 nm - 1,4 µm |                   | Brûlure thermique de la rétine, cataracte thermique, coup de soleil                                                                 |
| Infrarouge B    | Lasers, communications à longue distance                                                                                       | 1,4 µm - 3 µm   | 215 THz - 100 THz | Brulure de la cornée, cataracte, coup de soleil                                                                                     |
| Infrarouge C    | laser Infrarouge | 3 µm - 1 mm     | 100 THz - 300 GHz | Brûlures à la cornée, cataracte, échauffement de la surface du corps                                                                |
| Micro-ondes     | Téléphones portables dans la gamme PCS et autres téléphone sans-fil, four à micro-ondes, détecteurs de mouvement, radar, Wi-Fi | 33 cm - 1 mm    | 1 GHz - 300 GHz   | Chauffage des tissus du corps, effets non thermiques (probablement induits par une action sur le canaux calciques)                  |
| Ondes radio     | Téléphones portables, télévision, émetteur radio                                                                               | 3 km - 33 cm    | 100 kHz - 1 GHz   | Échauffement du corps humain sur une épaisseur allant jusqu'à 1 cm                                                                  |
| Basse fréquence | câbles de transport de l'électricité                                                                                           | > 3 km          | < 100 kHz         | Accumulation de charges électriques à la surface du corps, perturbation de la réponse musculaire et nerveuse                        |

### Rayonnements ultraviolets
Les rayonnements ultraviolets sont connus pour leurs effets sur la peau ; ils peuvent être bénins comme le bronzage ou plus graves comme le coup de soleil. Sur les yeux, ils peuvent produire des cataractes.

## Évaluation des risques, législation et parties prenantes
En 1992, l'Association internationale de radioprotection (IRPA) a fondé en Allemagne une ONG scientifique internationale, dénommée Commission internationale de protection contre les rayonnements non ionisants (ICNIRP pour les anglophones), vouée à la protection contre les rayonnements non ionisants (champs électriques, champs magnétiques et électromagnétiques, ondes radios, micro-ondes, Wi-Fi, UV, infrarouges, lumière bleue, lasers…). Reconnue au sein de l'ONU par l'Organisation mondiale de la santé (OMS) et le Bureau international du travail (BIT, le secrétariat permanent de l'Organisation internationale du travail), l'ICNIRP propose des limites d'exposition aux champs électromagnétiques, qui sont périodiquement mises à jour (dernièrement, le 11 mars 2020, pour mieux inclure la 5G).
- Dans un premier temps (à partir de 1992), les propositions de l'IRCNIRP ont été reprises sans discussion, par la plupart des pays, et par l'OMS pour produire les normes de protection.
- Puis, l'EPA, l'Union européenne, le Conseil de l'Europe, le panel de l’OMS sur le cancer et de nombreuses conférences médicales ont recommandé (sans résultats) d'abaisser ces limites à des seuls plus sûrs. Ainsi, par courrier du 9 novembre 1993 adressée la Commission fédérale des communications (FCC) (en réponse à une demande de commentaires sur un projet de norme sur les radiofréquences), l'EPA émettait déjà « certaines réserves ». Puis près de 10 ans plus tard (le 6 juillet 2002), l'EPA signifiait à la FCC que ses normes, de même que celle de l'IEEE permettent certes de protéger contre les électrocutions et brûlures électriques, mais nullement des effets chroniques et non thermiques des radiations non ionisantes. Et donc, « la généralisation faite par certains disant que les lignes directrices de la FCC protègent l’humain (des effets des champs électromagnétiques) contre tout ou partie des mécanismes n'est pas justifiée »[64] ; L'EPA y rappelle que Les lignes directrices de l'ICNIRP sont incomplètes car elles « n'ont pas pris en compte les informations concernant les expositions non thermiques et prolongées, c'est-à-dire issues de recherches montrant des effets ayant des implications pour une éventuelle adversité dans des situations impliquant des expositions chroniques / prolongées à faible niveau (non thermiques) »... alors que « des rapports suggèrent des effets potentiellement néfastes sur la santé, tels que le cancer » et que depuis que les précédents commentaires soumis par l'EPA à la FCC en 1993, « le nombre d'études signalant des effets associés à une exposition aiguë et chronique à de faible niveau de rayonnements de radiofréquences a augmenté » ; l'EPA suggère à la FCC, pour produire des directives d'exposition protectrices appropriées (comme on le fait pour l'évaluation toxicologique des produits chimiques) d'« intégrer des informations sur les scénarios d'exposition impliquant des expositions répétées de courte durée / non thermiques qui peuvent se poursuivre sur de très longues périodes (années), avec une population exposée comprenant des enfants, des personnes âgées et des personnes souffrant de diverses conditions physiques et médicales débilitantes ». 
Le 7 février 2014, en se référant à 2 études américaines[65],[66], le directeur du Bureau de la politique environnementale et de la conformité du Département de l'Intérieur des États-Unis (DOI) envoyait un courrier sévère à la National Telecommunications and Information Administration (NNTIA), en demandant à la First Responder Network Authority (FirstNet) de refaire ses études d'impacts environnementaux des tours d'émetteurs de radiofréquences, afin, conformément à la Loi nationale sur l'environnement de mieux prendre en compte leurs impacts cumulés, non seulement en termes de collision avec les oiseaux migrateur, mais aussi en termes d'effets des radiofréquences sur les espèces animales (espèces protégées notamment)[67]

Il est notamment reproché à l'ICNIRP d'être en situation de conflits d'intérêts avec l'industrie des télécommunications sans fil ainsi qu'avec d'autres Commissions également impliquées dans la régulation des rayonnements non ionisants (FCC américaine notamment) et d'avoir proposé des seuils extrêmement laxistes : le Pr Olle Johansson note que les normes d'exposition maximales étaient en 2015 fixées à 1 000 000 000 000 000 fois plus que l'exposition naturelle (rayonnement de fond auquel on sait que la vie sur terre est adaptée), puis encore plus larges en 2018 (1 000 000 000 000 000 000 de fois plus que le fond naturel.
Il est en outre reproché à la FCC et à l'ICNIRP de n'avoir pris en compte qu'une partie des effets biologiques et environnementaux des champs électromagnétiques, celle qui concerne les effets thermiques (choc électrique, brûlure ou échauffement des tissus proches d'une antenne...), alors que de nombreuses études détectent ou suspectent aussi des effets athermiques (faisant que l'OMS a classé, via son Centre international de recherche sur le cancer certaines de ces longueurs d'onde, utilisée en téléphonie mobile, comme peut-être cancérogènes pour l'Homme). Des limites d'exposition aux rayonnements plus basses ont été étudiées, proposée ou mises en œuvre dans plusieurs villes et pays ; ex : Vienne et Salzbourg (Autriche), Bruxelles (Belgique)... Suisse (à plusieurs reprises). Et en Autriche, une proposition visait à abaisser la limite d’exposition à l’extérieur à un millionième (10−6) des niveaux actuels et à un dix-millionième (10−7) à l’intérieur.
En France, la Société française de radioprotection (SFRP) est une société savante qui dispose en son sein d'une section Rayonnements Non Ionisants (RNI), qui s'intéresse à la protection des travailleurs contre les risques d’exposition aux champs électromagnétiques et aux Rayonnement optique artificiels présents dans l’environnement professionnel.

## Revues scientifiques spécialisées
Plusieurs revues scientifiques spécialisées existent, dont par exemple : Bioelectromagnetics, Bioelectrochemistry, Bioelectrochemistry and Bioenergetics ; Electro- and Magnetobiology ; Journal of Magnetic Resonance, Medical Engineering & Physics...